# Ramtek
Ramtek (Marathi: रामटेक) ist eine Stadt mit ca. 25.000 Einwohnern im Nordosten des indischen Bundesstaats Maharashtra. Die Stadt ist nach dem Hindu-Gott Rama benannt, der hier während seines Exils gelebt haben soll; ihm ist hier ein im 18. Jahrhundert weitgehend neuerbauter Tempel geweiht. Auch der vedische Weise (rishi) Agastya und später der Dichter Kalidasa sollen in der Nähe gelebt haben.

## Lage und Klima
Ramtek liegt etwa 50 km (Fahrtstrecke) nordöstlich der Millionenstadt Nagpur in einer Höhe von ca. 345 m. Das Bergfort Nagardhan ist nur etwa 5 km in südlicher Richtung entfernt. Das Klima ist meist trocken und warm; Regen (ca. 700–1000 mm/Jahr) fällt hauptsächlich während der sommerlichen Monsunzeit.

## Bevölkerung
| Jahr      | 1991   | 2001   | 2011   |
| Einwohner | 20.072 | 22.516 | 22.310 |

Ca. 84,5 % der Einwohner sind Hindus, etwa 6 % sind Moslems und ca. 8,5 % sind Buddhisten; der Rest verteilt sich auf andere Religionen (Sikhs, Jains, Christen). Der Anteil der männlichen und der weiblichen Bevölkerung sind annähernd gleich hoch.

## Geschichte
Die Geschichte der Stadt liegt weitgehend im Dunkeln. Aus der Mythologie ist jedenfalls zu entnehmen, dass die Stadt sehr alt sein muss. Historisch fassbar ist erst der Marathen-Peshwa Raghoji I. Bhonsle in der ersten Hälfte des 18. Jahrhunderts. Nach der Gründung des Bundesstaates Maharashtra im Jahr 1960 wurde die Stadt Teil des neu gegründeten Staates. 

## Sehenswürdigkeiten

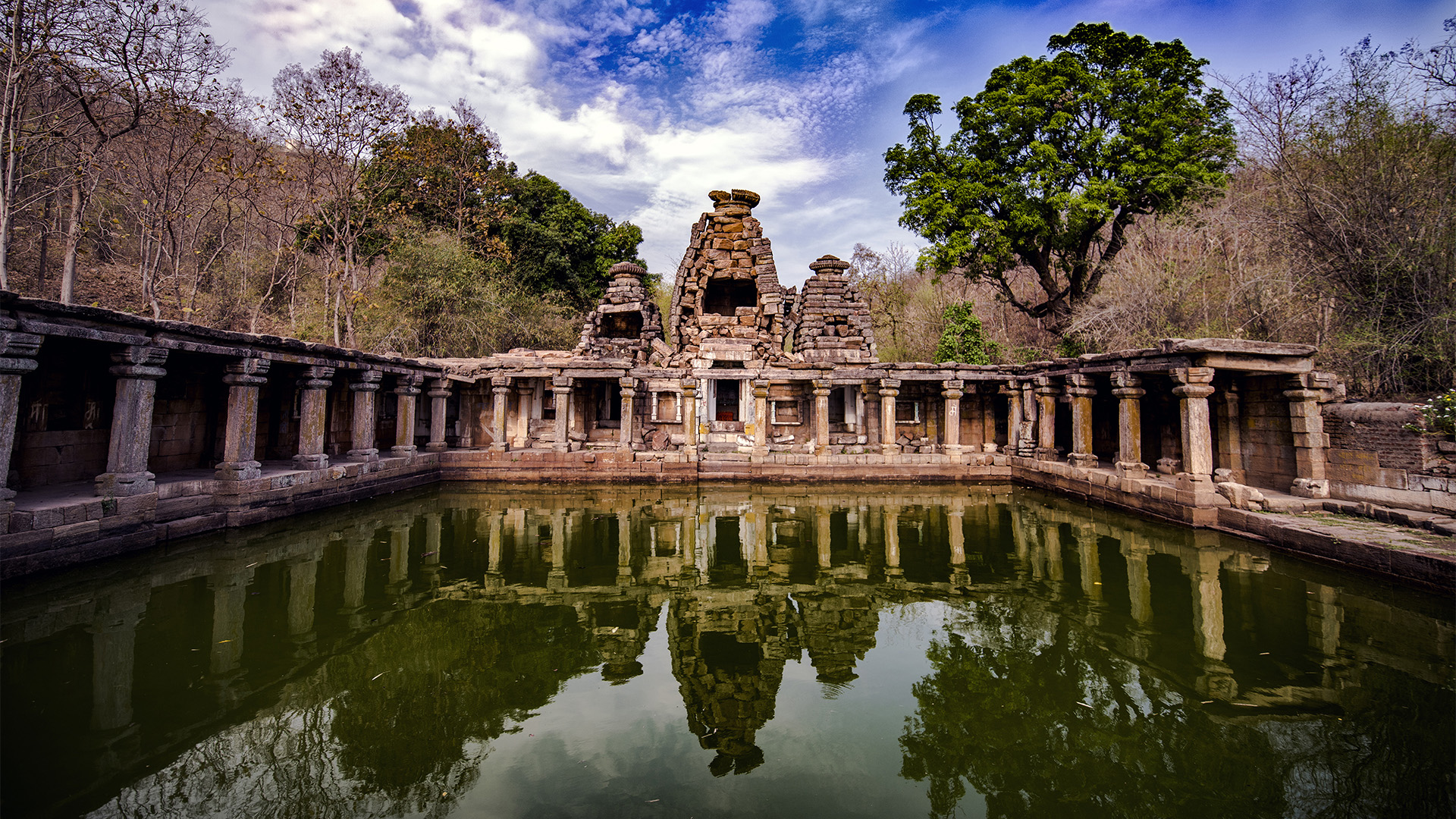
Kapur-Tempelteich

- Das Fort ist uralt; die heutige Anlage stammt jedoch erst aus der Zeit Raghojis I.
- Der im 13./14. Jahrhundert von der Seuna-Dynastie erbaute Komplex des Rama-Tempels wurde im 18. Jahrhundert unter Raghoji I. weitgehend neugebaut und erweitert.[2]
- In der Stadt und in ihrer Umgebung finden sich zahlreiche Tempel.

Umgebung
- Auf einer Anhöhe ca. 1 km östlich der Stadt befinden sich die Tempel-Ruinen von Pipriyapeth.
- Ungefähr 5 km südlich liegt das um die Mitte des 18. Jahrhunderts von Raghoji I. Bhonsle erbaute Nagardhan-Fort.